# Gborplay (klan, lat 7,09, long -8,33)
Gborplay är en klan i Liberia.   Den ligger i regionen Nimba County, i den nordöstra delen av landet, 290 km öster om huvudstaden Monrovia.